# Oded Kotler
Oded Kotler (en hébreu, עודד קוטלר) est un metteur en scène et acteur israélien né le 5 mai 1937  à Tel-Aviv.

## Filmographie
- 1960 : Sables brûlants (Brennender Sand)
- 1964 : Mishpahat Simhon : Gabi
- 1966 : Sands of Beersheba
- 1967 : Trois Jours et un enfant : Eli
- 1968 : Kol Mamzer Melech : Raphi Cohen
- 1973 : Hazmanah L'Retzah
- 1976 : Michael Sheli : Michael Gonan
- 1978 : S.O.S. danger uranium (Agenten kennen keine Tränen) : Meyer
- 1979 : Parashat Winchell
- 1983 : Hanna K. : "The Stranger"

### Récompenses
- Prix d'interprétation masculine au Festival de Cannes 1967 pour Trois Jours et un enfant de Uri Zohar